# Herbert Němec
Herbert Němec (15. ledna 1916, Znojmo – 7. října 2001, USA) byl za druhé světové války příslušníkem 311. bombardovací perutě britského královského letectva (RAF), kde vykonával funkci navigátora. Svoje působení v RAF končil jako velitel perutě. Po „vítězném“ únoru 1948 uprchl z Československa do Rakouska a žil ve Vídni. Pracoval pro zpravodajskou službu armády Spojených států – CIC (později CIA). V roce 1951 emigroval do USA, kde v roce 2001 zemřel. Plukovník ve výslužbě, později generálmajor. Čestný občan města Znojma.

## Život

### Studia a čs. armáda do roku 1938
Herbert Němec absolvoval studia na Vojenské akademii v Hranicích na Moravě. Po jejich ukončení byl převelen k 202. horskému dělostřeleckému pluku ve slovenském Kežmarku. Zde jej (23. září 1938) zastihla mobilizace, v jejímž průběhu zastával funkci velitele baterie.

### Druhá světová válka

#### Polsko, Francie
Po nastolení Protektorátu Čechy a Morava (po 15. březnu 1939) odešel nejprve do Polska a odtud pak do Francie. Ve Francii vstoupil do řad cizinecké legie v Severní Africe. Poté, co vypukla druhá světová válka (po 1. září 1939) se Herbert Němec vrátil zpět do Francie a byl převelen k 1. čsl. dělostřeleckému pluku. Ještě krátce před kapitulací Francie po jejím napadení Německem 10. května 1940 se přihlásil ke službě v letectvu. Spolu s leteckou skupinou byl Herbert Němec evakuován po kapitulaci Francie (22. června 1940) z jihofrancouzského přímořského městečka Agde do Anglie.

#### Anglie, Kanada, USA
Herbert Němec v Anglii vstoupil do služeb Královského letectva (RAF) a byl přidělen s funkcí palubního střelce k 311. československé bombardovací peruti. Ale ještě dříve, než byl nasazen do operační činnosti, došlo k jeho přeškolení na navigátora/bombardéra a s touto vojenskou odborností absolvoval předepsanou operační službu v délce 200 hodin. Po ukončení operační činnosti vykonával funkci instruktora a styčného důstojníka v různých leteckých učilištích v Anglii a Kanadě. K britskému ministerstvu letectví v Londýně byl převelen v roce 1944. Později byl pak poslán do školy pro velitele a důstojníky generálního štábu americké armády ve Fort Leavenworth v Kansasu (USA).

Insignie 311. čs. bombardovací perutě RAF
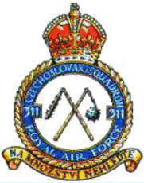
V barvě (a s vojenským mottem: „Na množství nehleďte“)
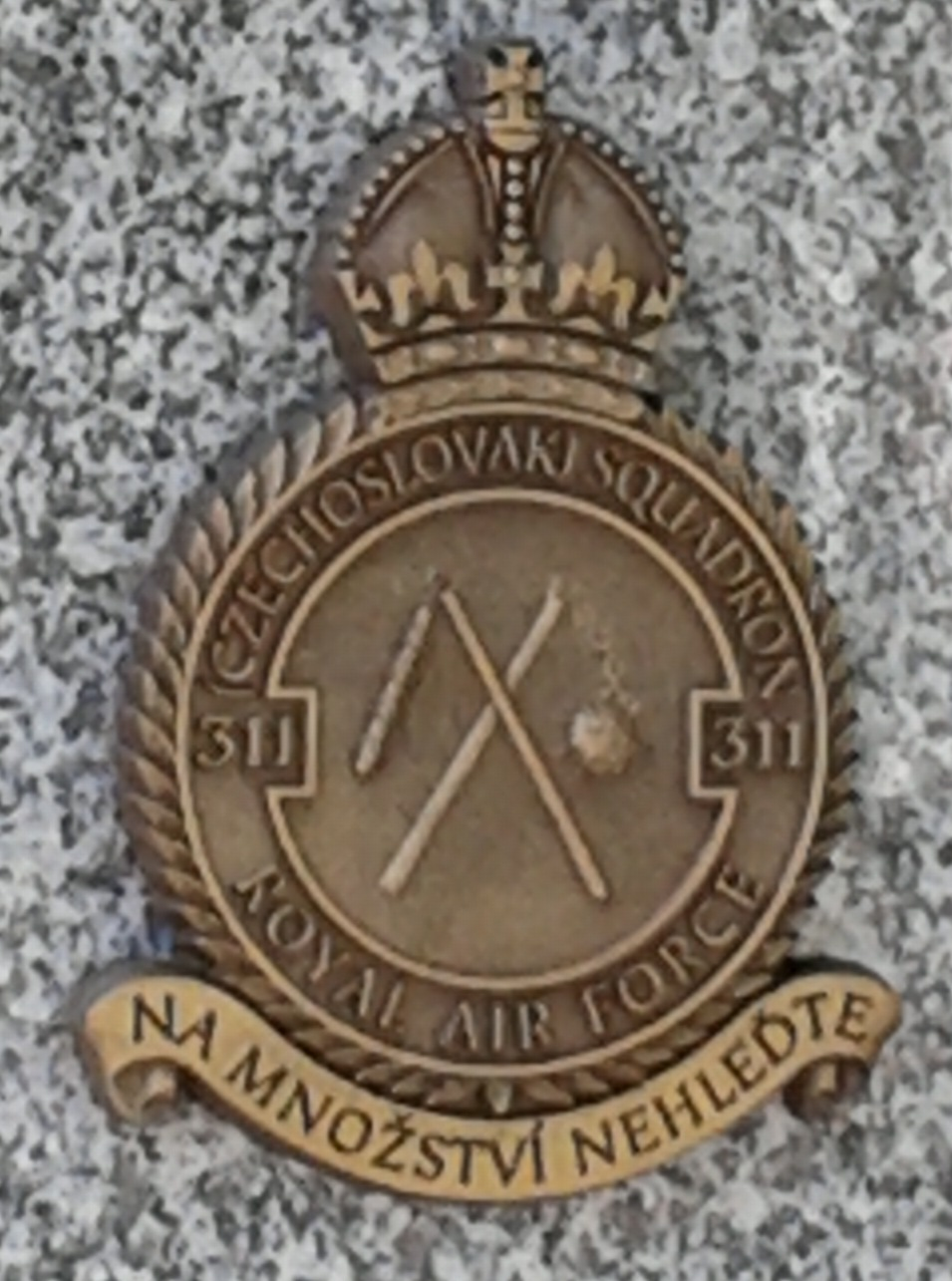
Na památníku 70. výročí návratu čs. perutí RAF u haly starého ruzyňského letiště v Praze

### Po II. sv. válce
Po návratu do Československa (po skončení druhé světové války) zahájil Herbert Němec další vojenská studia a to na Vysoké škole válečné v Praze. Po jejich skončení jej přidělili k velitelství letectva 3. oblasti v Brně. Tady vykonával nejprve funkci přednosty operačního oddělení, později postoupil do funkce náčelníka štábu. Po převzetí moci komunistickým režimem v Československu v únoru 1948 opustil Herbert Němec ilegálně Československo. V Rakousku působil při americké okupační správě ve Vídni jako důvěrník Sdružení československých uprchlíků v Rakousku. Do Spojených států amerických emigroval v roce 1951. Tady pracoval nejprve u amerického letectva (jako kartografický inženýr), později pak přešel k americkému ministerstvu zdravotnictví (jako referent pro analýzu lékařské literatury v Národní knihovně lékařství). Z tohoto místa posléze odešel do starobního důchodu.

Absolvované vojenské školy
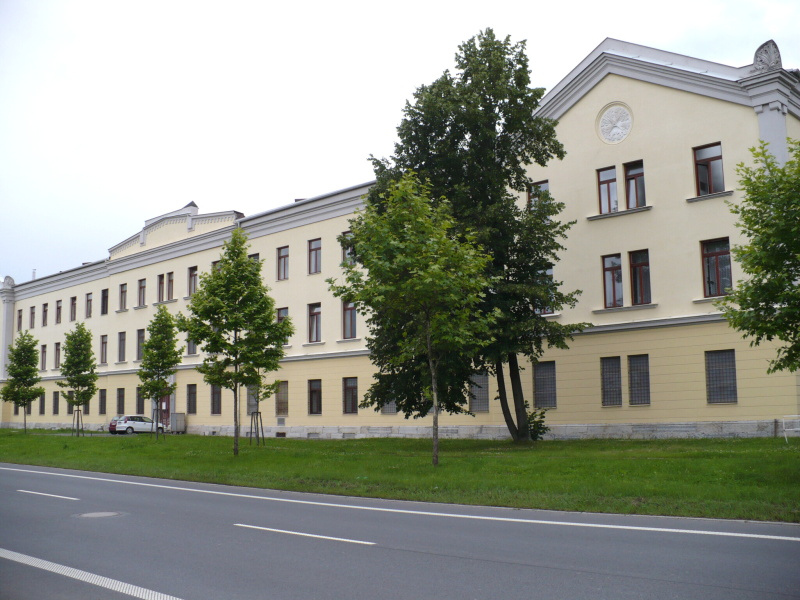
Západní budova Vojenské akademie v Hranicích
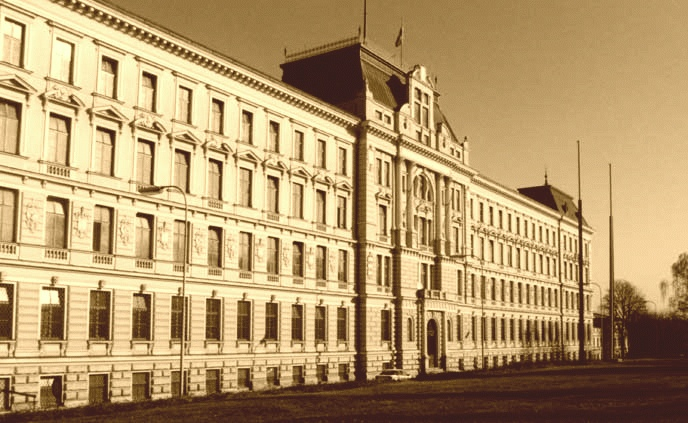
Budova Vysoké školy válečné v Praze
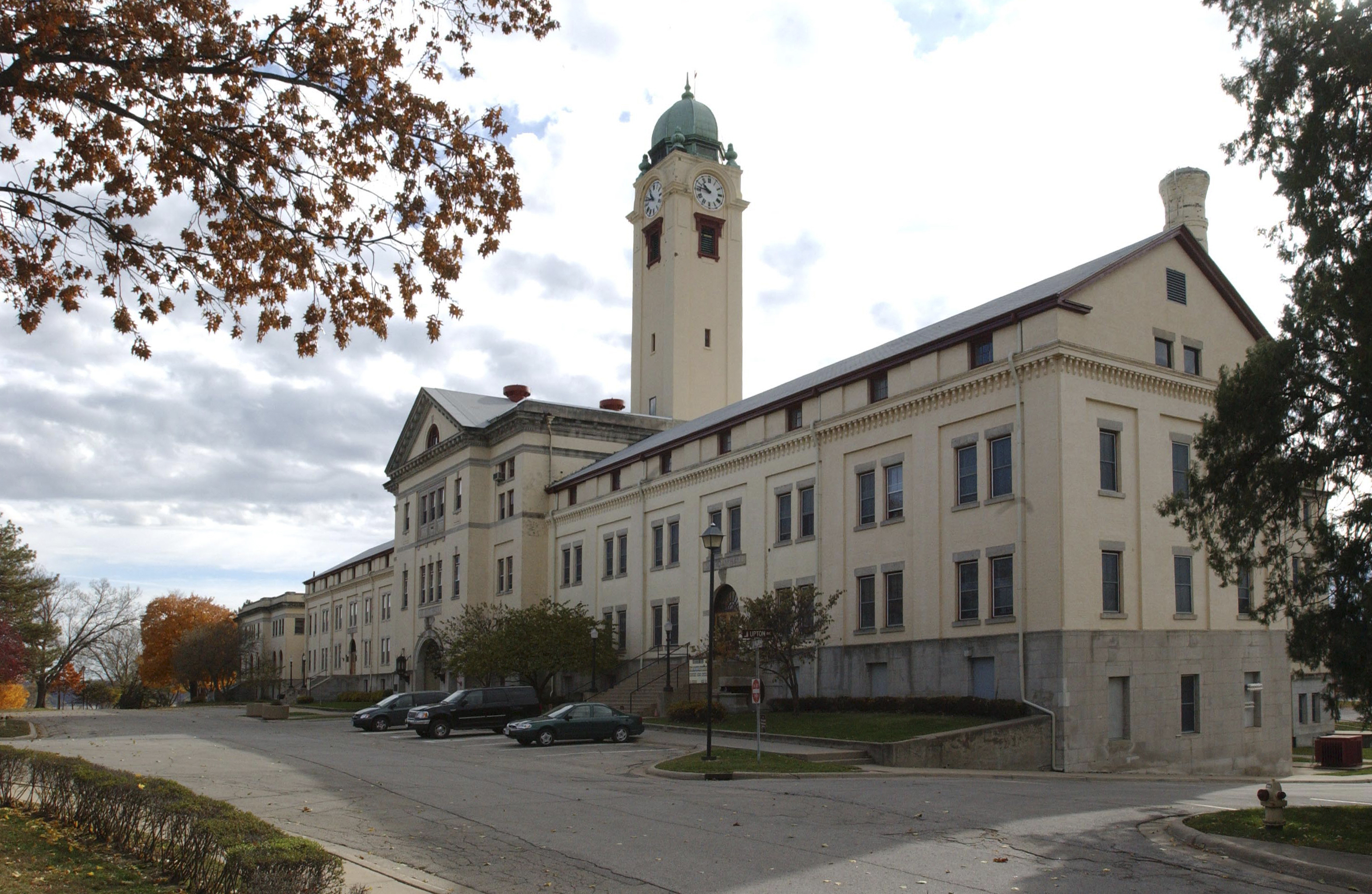
Grant Hall (415 Sherman Avenue, Fort Leavenworth, Kansas, USA)